# Sofascore
Sofascore é um aplicativo para acompanhar estatísticas e resultados esportivos. O aplicativo é propriedade e foi desenvolvido pela SofaIT, de Zagrebe, na Croácia. Em 2020, o aplicativo tinha vinte milhões de usuários. Ele abrange vinte esportes diferentes e cerca de onze mil ligas e torneios, estando disponível em mais de trinta idiomas.
Os fundadores do aplicativo são Ivan Bešlić e Zlatko Hrkać, que antes trabalhavam em outros projetos na internet durante a era dos "blogues e fóruns". Eles criaram o aplicativo para coletar resultados esportivos em 2010. Após perceberem um grande tráfego em seu site, o Google os convidou para Dublim em 2011. Naquele ano, eles montaram um pequeno escritório para desenvolvedores de software. Em 2012, pouco antes da Eurocopa, mudaram o nome do aplicativo para Sofascore a fim de fortalecer a marca.
Eles desenvolveram um sistema de avaliação do desempenho dos atletas que os diferenciou de outros aplicativos similares e lhes deu vantagem no mercado. O sistema também permite rastrear e avaliar jovens jogadores de ligas menores, que normalmente não receberiam atenção.
A maioria dos usuários vem de países com tradição no futebol, como Alemanha, Itália, França e Reino Unido. O aplicativo também é muito usado na América do Sul e na África. No continente africano, há uma versão especial do aplicativo para conexões de internet mais lentas.
Em 2023, Luka Modrić tornou-se embaixador da marca Sofascore.